# PZL M26 Iskierka
PZL M26 Iskierka ("majhna iskra") ali M26 Airwolf je šolsko in akrobatsko letalo poljskega proizvajalca PZL Mielec. Letalo se uporablja za šolanje v VFR in IFR pogojih ter akrobatsko letenje. Iskierka ima v konstrukciji veliko delov od M-20 Mewe (licenčno grajena Seneca). M26 ima nizkonameščeno krilo in uvlačljivo pristajalno podvozje tipa tricikel.

## Specifikacije (M26)
Podatki iz Jane's All The World's Aircraft 1993-94; Lambert 1993, pp. 235–236
Splošne karakteristike
- Posadka: 2 (pilot in študent)
- Dolžina: 8,30 m (27 ft 2¾ in)
- Razpon kril: 8,60 m (28 ft 2½ in)
- Višina: 2,96 m (9 ft 8½ in)
- Površina kril: 14,00 m² (150,7 ft²)
- Teža praznega letala: 940 kg (2072 lb)
- Maks. vzletna teža: 1400 kg (3086 lb)
- Pogon letala: 1 ×  6-valjni zračnohlajeni protibatni motor Lycoming AEIO-540-L1B5D, 300 KM (224 kW)

 Zmogljivost 
- Neprekoračljiva hitrost: 400 km/h (215 vozlov, 248 mph)
- Maks. hitrost: 330 km/h (178 vozlov, 205 mph) na nivoju morja
- Hitrost porušitve vzgona: 110 km/h (60 vozlov, 69 mph)
- Doseg: 1620 km (874 nmi, 1066 milj)
- Hitrost vzpenjanja: 7,0 m/s (1378 ft/s)